# خفاش میوه‌خوار بینی‌لوله‌ای مالایتا
خفاش میوه‌خوار بینی‌لوله‌ای مالایتا (نام علمی: Nyctimene malaitensis) نام یک گونه از سرده خفاش‌های میوه‌خوار بینی‌لوله‌ای است.